# Sune Berndt
Sune Berndt, född 26 februari 1923 i Malmö Karoli församling, död 15 december 2002, var en svensk forskare inom gasdynamik och flygteknik.
Sune Berndt blev teknologie licentiat 1952 och disputerade 1955. Han var 1952–1959 verksam som 1:e forskningsingenjör vid Flygtekniska försöksanstalten och 1959–1989 professor i gasdynamik vid sektionen för tillämpad mekanik och farkostteknik på Kungliga Tekniska högskolan. 
Sune Berndt blev 1970 ledamot av Vetenskapsakademien och 1974 ledamot av Ingenjörsvetenskapsakademien. 1979 tilldelades han Thulinmedaljen i guld.